# Liste du patrimoine culturel immatériel de l'humanité au Honduras
Cet article recense les pratiques inscrites au patrimoine culturel immatériel au Honduras.

## Statistiques
Le Honduras ratifie la convention pour la sauvegarde du patrimoine culturel immatériel le 24 juillet 2006. La première pratique protégée est inscrite en 2008.
En 2024, le Honduras compte 2 éléments inscrits au patrimoine culturel immatériel, sur la liste représentative.

## Listes

### Liste représentative
L'élément suivant est inscrit sur la liste représentative du patrimoine culturel immatériel de l'humanité.
| Élément                                                                                                 | Type | Subdivision | Année | Lien  | Notes                                                               | Illus. |
| --- | --- | ----------- | ----- | ----- | ------------------------------------------------------------------- | ------ |
| La langue, la danse et la musique des Garifuna                                                          | traditions et expressions orales, y compris la langue comme vecteur du patrimoine culturel immatériel arts du spectacle                                     |             | 2008  | 00258 | Partagé avec le Belize, le Guatemala et le Nicaragua                |        |
| Le savoir-faire et les pratiques traditionnels liés à la fabrication et à la consommation de la cassave | pratiques sociales, rituels et événements festifs connaissances et pratiques concernant la nature et l'univers savoir-faire liés à l'artisanat traditionnel |             | 2024  | 02118 | Partagé avec Cuba, la République dominicaine, Haïti et le Venezuela |        |

### Patrimoine immatériel nécessitant une sauvegarde urgente
Le Honduras ne compte aucun élément listé sur la liste du patrimoine immatériel nécessitant une sauvegarde urgente.

### Registre des meilleures pratiques de sauvegarde
Le Honduras ne compte aucune pratique listée au registre des meilleures pratiques de sauvegarde.